# Почётный знак «За преданность службе»
Почётный знак Смоленской области «За преданность службе» имени Героя России Магомеда Нурбагандова — региональная награда Смоленской области. Учреждён Законом Смоленской области от 25 мая 2017 года № 42-з «О внесении изменений в областной закон "О наградах и почётных званиях Смоленской области"» и Указом губернатора Смоленской области от 09 августа 2017 года № 55 «Об утверждении положения о почётном знаке Смоленской области "За преданность службе"».

## История награды
10 июля 2016 года лейтенант полиции Магомед Нурбагандов под прицелом автомата не подчинился вооруженным бандитам и, обречённый на смерть, смело сказал: «Работайте, братья!» , после чего был убит. В 2017 году в Смоленской области был учреждён почётный знак в память о подвиге Магомеда Нурбагандова.
Инициатива учреждения награды принадлежит губернатору Смоленской области Алексею Островскому и начальнику УМВД России по Смоленской области генерал-майору полиции Василию Салютину.
Депутаты облдумы, принявшие закон об учреждении новой награды, подчеркивали, что почётный знак Смоленской области «За преданность службе» станет высшей региональной наградой, которую будут вручать сотрудникам органов внутренних дел, проявившим мужество, героизм и самоотверженность при обеспечении охраны общественного порядка, общественной безопасности и борьбе с преступностью на территории региона.
На оборотной стороне почётного знака запечатлены бессмертные слова Магомеда Нурбагандова — «Работайте, братья!».
Почётный знак «За преданность службе» за номером 001, был вручён посмертно Магомеду Нурбагандову, и передан его родственникам лично начальником УМВД России по Смоленской области генерал-майором полиции Василием Салютиным. Вручение награды состоялось на торжественной линейке в средней школе на малой родине Героя России  — в селе Сергокала республики Дагестан, где директором работает отец Нурбагандова.

## Статус награды
Почётным знаком Смоленской области «За преданность службе» награждаются сотрудники органов внутренних дел Российской Федерации, проявившие мужество, героизм и самоотверженность при обеспечении охраны общественного порядка, общественной безопасности и борьбе с преступностью на территории Смоленской области в условиях, сопряженных с риском для жизни.
Почётного знака удостаиваются сотрудники, проявившие героизм, постоянно проживающие на территории Смоленской области. В исключительных случаях, за особые заслуги перед Смоленской областью, Почётного знака могут быть удостоены сотрудники, проявившие героизм, не проживающие на территории Смоленской области.
Награждение сотрудников, проявивших героизм, Почётным знаком может быть произведено посмертно.
Повторное награждение Почётным знаком не производится.
Ходатайства о награждении почётным знаком Смоленской области «За преданность службе» возбуждаются начальником Управления Министерства внутренних дел Российской Федерации по Смоленской области и подлежат рассмотрению Губернатором Смоленской области в месячный срок со дня внесения ходатайства и прилагаемых к нему документов.
Награждение почётным знаком производится на основании распоряжения Губернатора Смоленской области.
О результате рассмотрения ходатайства уведомляется начальник УМВД России по Смоленской области.
Сотруднику, проявившему героизм, награждённому Почётным знаком, вместе с Почётным знаком вручается удостоверение о награждении почётным знаком Смоленской области «За преданность службе».
Удостоверение подписывается Губернатором Смоленской области и начальником УМВД России по Смоленской области. Подпись Губернатора Смоленской области заверяется гербовой печатью Администрации Смоленской области.
Почётный знак и удостоверение вручаются Губернатором Смоленской области при участии начальника УМВД России по Смоленской области.
При невозможности вручения Почётного знака и удостоверения Губернатором Смоленской области Почётный знак и удостоверение вручаются награждаемому сотруднику, проявившему героизм, иным лицом по поручению Губернатора Смоленской области.
Почётный знак и удостоверение вручаются награждаемому сотруднику, проявившему героизм, лично в обстановке торжественности и гласности.
При наличии уважительной причины, по которой невозможно личное присутствие награждаемого сотрудника, проявившего героизм, Почётный знак и удостоверение могут быть переданы его представителю.
При посмертном награждении Почётным знаком, а также в случае смерти сотрудника, проявившего героизм, удостоенного Почётного знака, Почётный знак и удостоверение передаются наследникам или близким родственникам умершего.
Распоряжения Губернатора Смоленской области о награждении Почётным знаком подлежат официальному опубликованию.
Почётный знак носится на правой стороне груди и располагается ниже государственных наград Российской Федерации.

## Описание награды
Почётный знак Смоленской области «За преданность службе» состоит из основания в виде большого венка с дубовыми и лавровыми листьями, символизирующего мужество, бесстрашие, доблесть, и прямоугольной колодки.
Основа Почётного знака крепится посредством ушка и кольца к прямоугольной колодке, обтянутой муаровой лентой цветов флага Смоленской области.
На основание крепятся накладки. Одна из них представляет собой равноконечный крест с расширяющимися вогнутыми концами красного цвета с золотой окантовкой. Между лучами креста помещены два скрещенных меча золотистого цвета рукоятями вверх.
На накладку-крест крепится накладка в виде малого венка с дубовыми и лавровыми листьями с расположенным на нем элементом геральдического знака — эмблемы органов внутренних дел Российской Федерации, в центре которого на щите красного цвета, окаймленном лавровыми листьями, размещается стилизованное изображение элемента герба города-героя Смоленска золотистого цвета — изображение пушки, на лафете которой находится птица Гамаюн.
Все накладки и изображения выпуклые.
Весь Почётный знак выполнен из латуни с использованием золотистой и красной эмали (большой и малый венок с лавровыми и дубовыми листьями — бронзового цвета, ушко колодки, кольцо, мечи и окантовка лучей креста — золотистого цвета, элемент геральдического знака — эмблемы органов внутренних дел Российской Федерации — золотистого цвета с окаймлением щита серебристого цвета).
Диаметр Почётного знака — 34 мм.
На оборотной стороне Почётного знака на поле большого венка нанесены надписи: «ЗА ПРЕДАННОСТЬ СЛУЖБЕ», «Работайте, Братья» (М. Нурбагандов)».
На оборотной стороне колодки Почётного знака для прикрепления к одежде имеется нарезной штифт с гайкой.
Медаль помещается в футляре красного цвета. Размеры футляра — 100 x 120 x 15 мм.